# Асфальтоукладальник

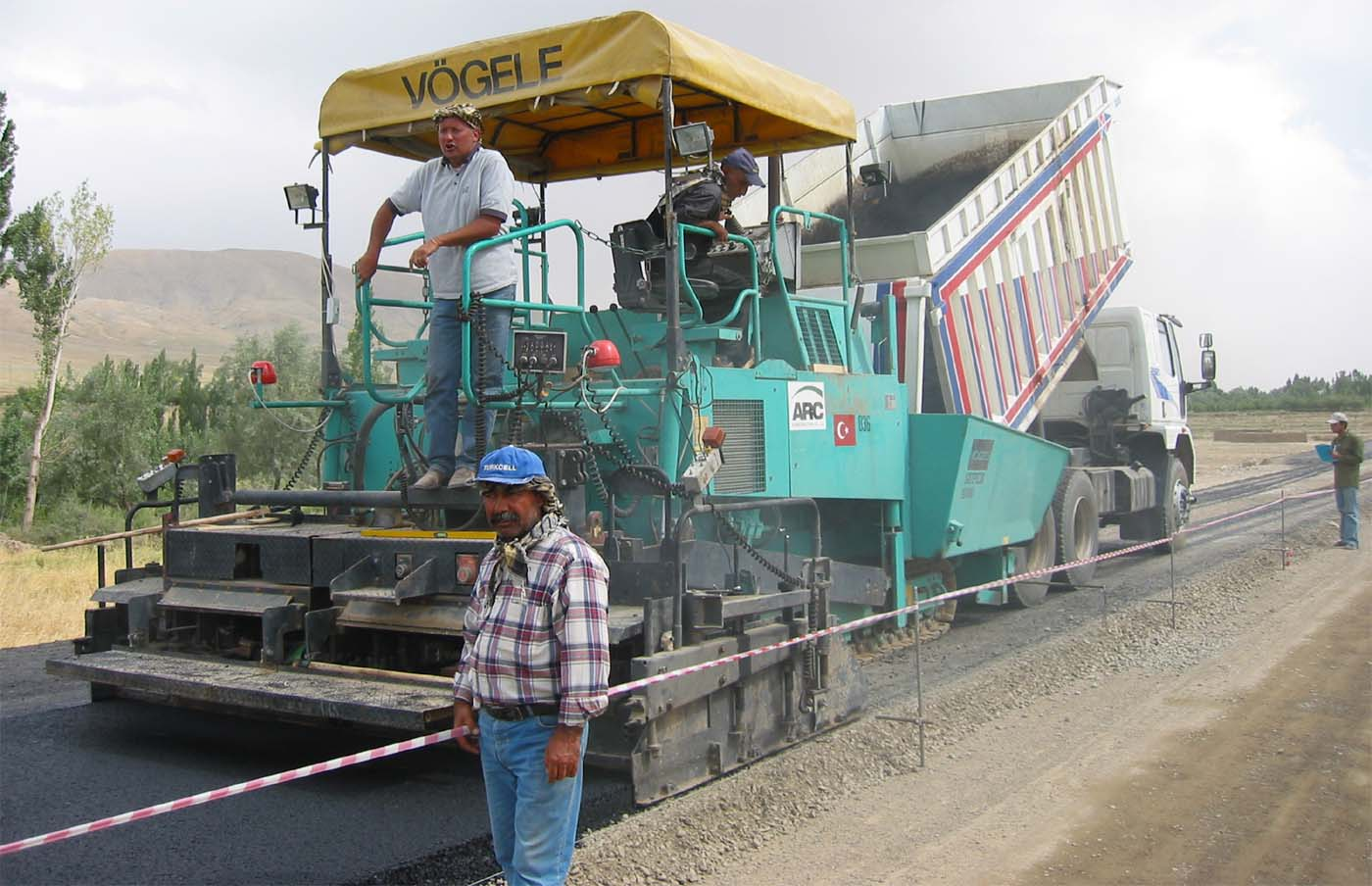

Асфальтоукладальник — це людина, яка укладає асфальтобетонну суміш.
Асфальтоукладач — складна лінійна дорожньо-будівельна машина.
Асфальтоукладальники призначені для укладання шарів асфальтобетонного покриття, що включає розподіл і попереднє ущільнення асфальтобетонної суміші нижчого шару дорожнього покриття. Зазвичай працює в парі з вантажівкою, що поставляє для нього суміш.

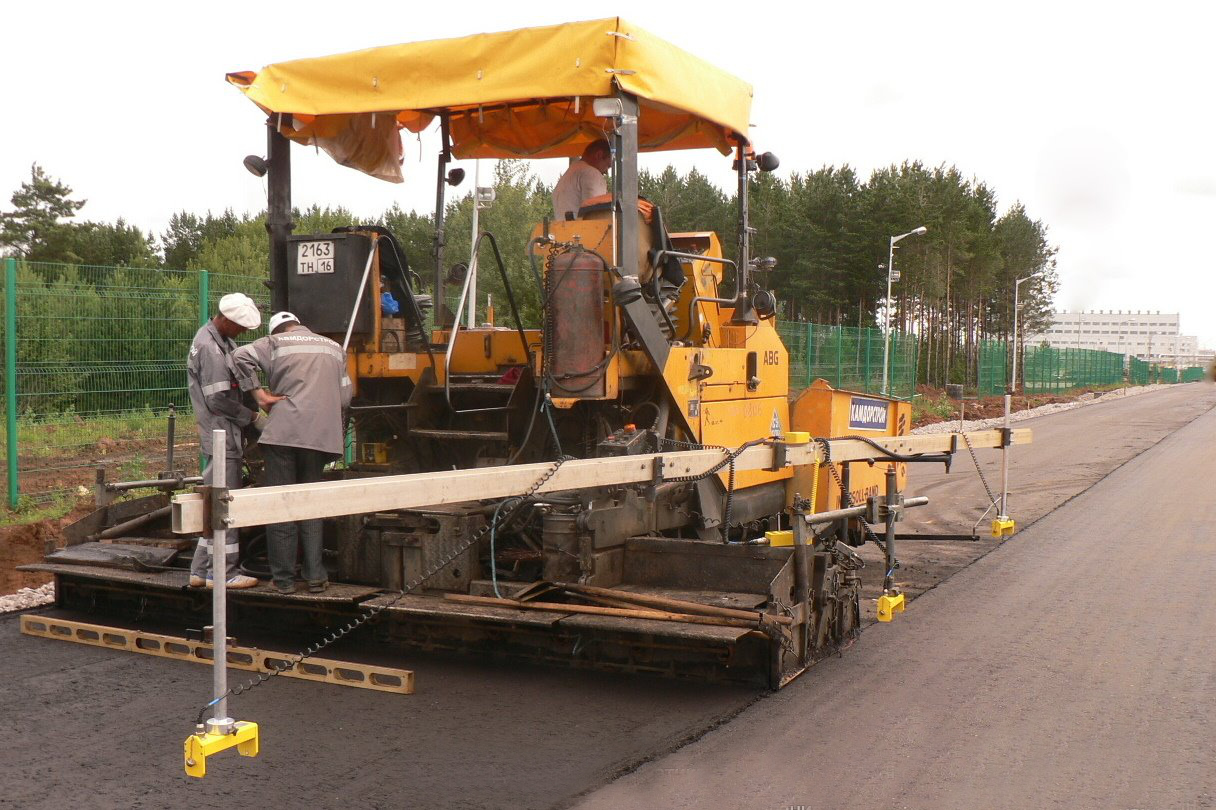

## Автоматика нівелювання для асфальтоукладальників
Конструкцією всіх сучасних асфальтоукладальників передбачена можливість автоматичного управління процесами подачі, розподілу і укладання матеріалу дорожнього покриття. Якісне будівництво покриття неможливо виконати без використання для управління робочим органом укладальника автоматики нівелювання, хіба що невеликих за площею, розрізнених ділянок. При будівництві не складних об'єктів на укладачі встановлюють, як мінімум, датчики контролю подачі матеріалу на розподільчий шнек, датчик ухилу, який контролює кут нахилу плити до горизонту, один або два датчики висоти, що контролюють товщину шару, що укладається. На відповідальних об'єктах, особливо на укладанні широкої смуги дорожнього покриття, розсувних плит, використовують складніші системи автоматики нівелювання. АСУ для асфальтоукладальників та інших СДМ за способом передачі та обробки сигналу діляться на цифрові і аналогові. Цифрові прилади створюються з урахуванням максимального використання останніх досягнень в області комп'ютерних технологій. Системи автоматики нівелювання, що комплектуються на їх основі, універсальні, багатофункціональні, надають можливість застосування різних поєднань датчиків, наприклад в один комплект АСУ може входити ультразвуковий безконтактний датчик висоти та датчик-приймач лазерних площин.